# Martien Vreijsen
Martien Vreijsen (Breda, 1955. november 15. –) válogatott holland labdarúgó, csatár.

## Pályafutása

### Klubcsapatban
1972 és 1975 között a NAC Breda, 1975 és 1977 között a Feyenoord játékosa volt. Ezt követően visszatért a NAC Bredához, ahol újabb két idényen át szerepelt. 1982 és 1986 között az FC Twente labdarúgója volt és itt fejezte be az aktív labdarúgást.

### A válogatottban
1980-ban egy alkalommal szerepelt a holland válogatottban. Tagja volt az 1980-as olaszországi Európa-bajnokságon részt vevő csapatnak.

## Sikerei, díjai
NAC Breda
- Holland kupa (KNVB)
  - győztes: 1973

## Statisztika

### Mérkőzése a holland válogatottban
| Hollandia | Hollandia        | Hollandia                      | Hollandia   | Hollandia | Hollandia | Hollandia     | Hollandia | Hollandia |
| #         | Dátum            | Helyszín                       | Hazai       | Eredmény  | Vendég    | Kiírás        | Gólok     | Esemény   |
| --------- | ---------------- | ------------------------------ | ----------- | --------- | --------- | ------------- | --------- | --------- |
| 1.        | 1980. június 11. | Nápoly, Stadio San Paolo (ITA) | Görögország | 0 – 1     | Hollandia | Eb-csoportkör | -         |           |
|           | Összesen         |                                |             | 1         | mérkőzés  |               | 0         | gól       |